# Perigonia lusca
Perigonia lusca är en fjärilsart som beskrevs av Fabricius 1777. Perigonia lusca ingår i släktet Perigonia och familjen svärmare. Inga underarter finns listade i Catalogue of Life.

## Beskrivning

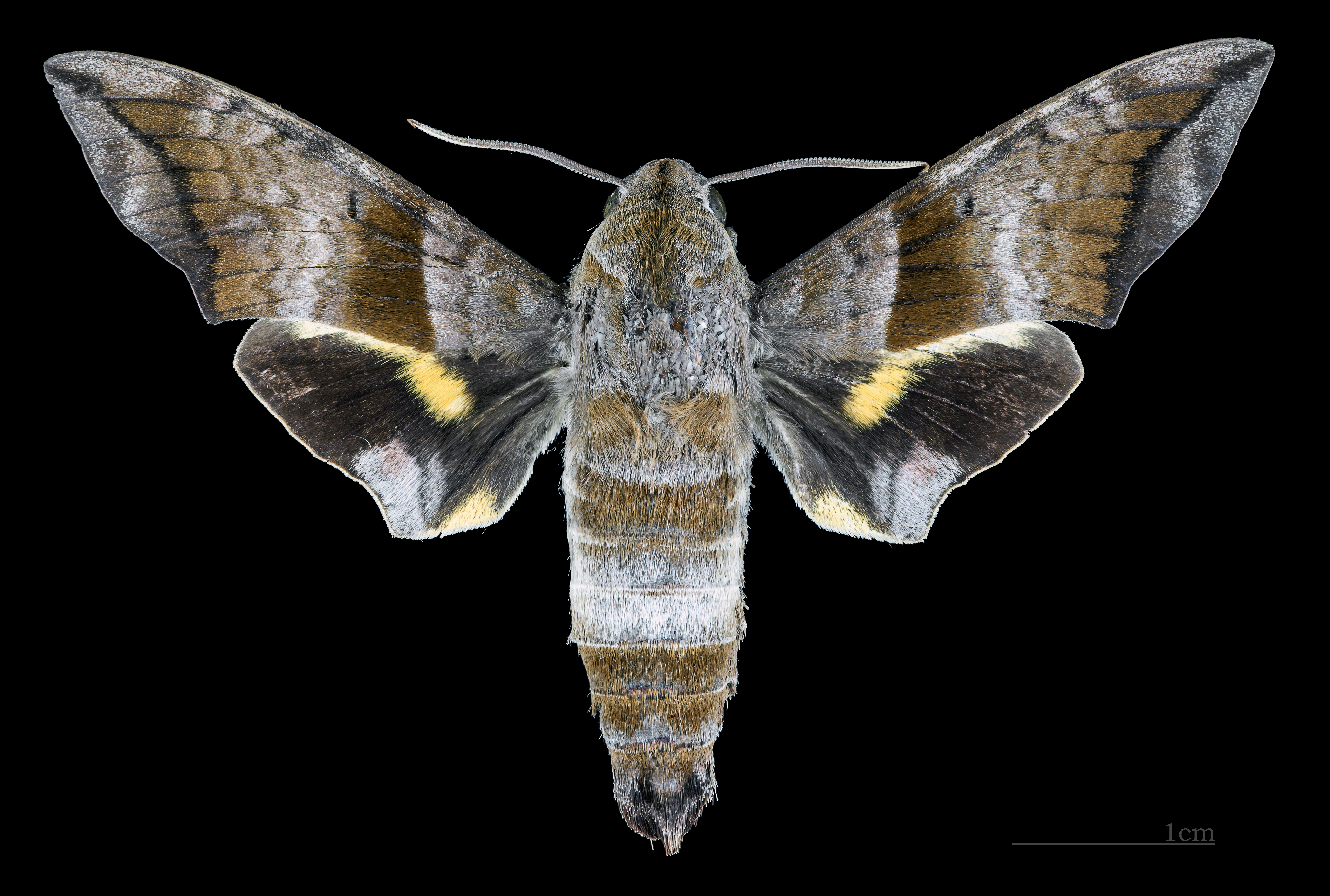
♂
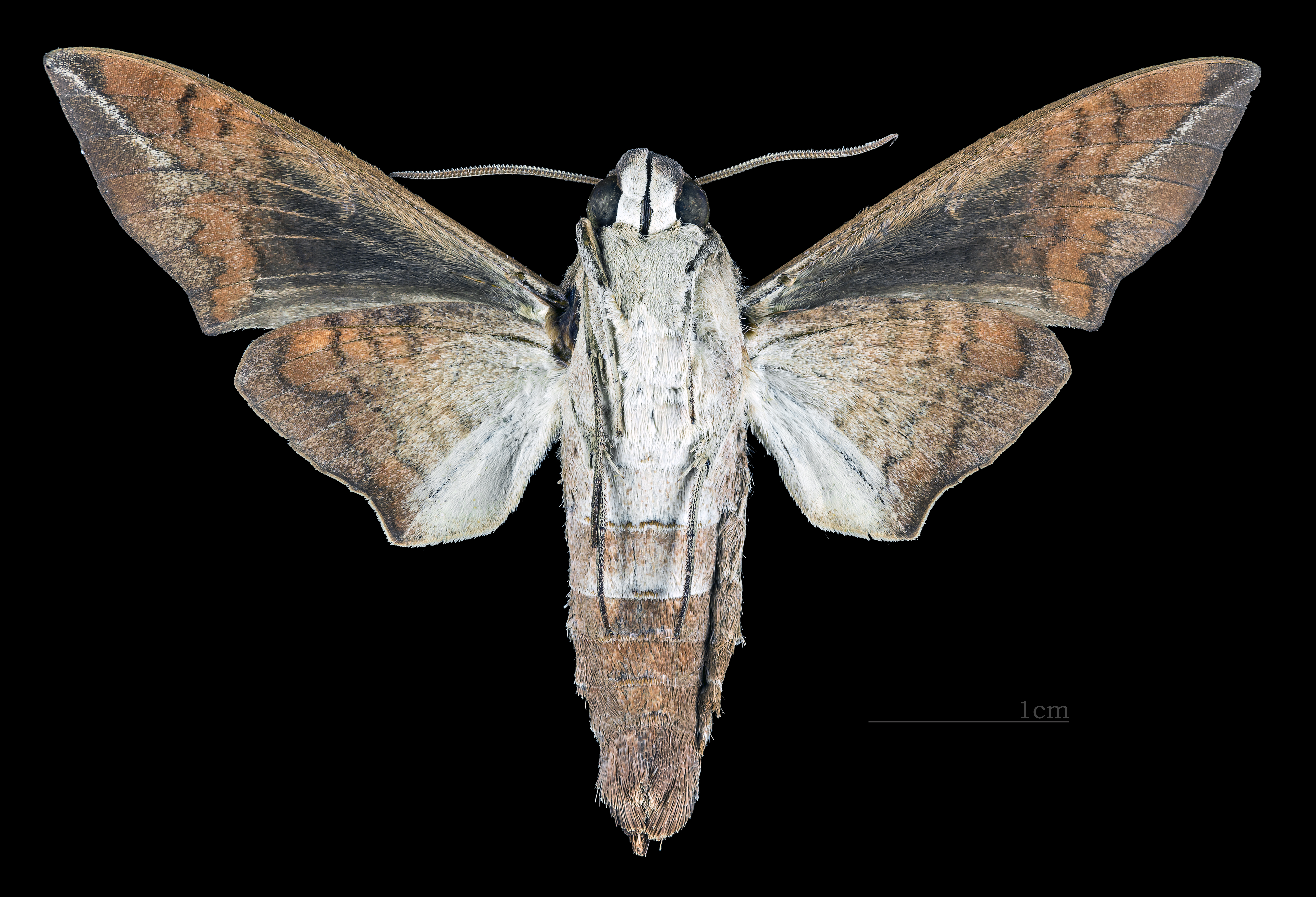
♂ △
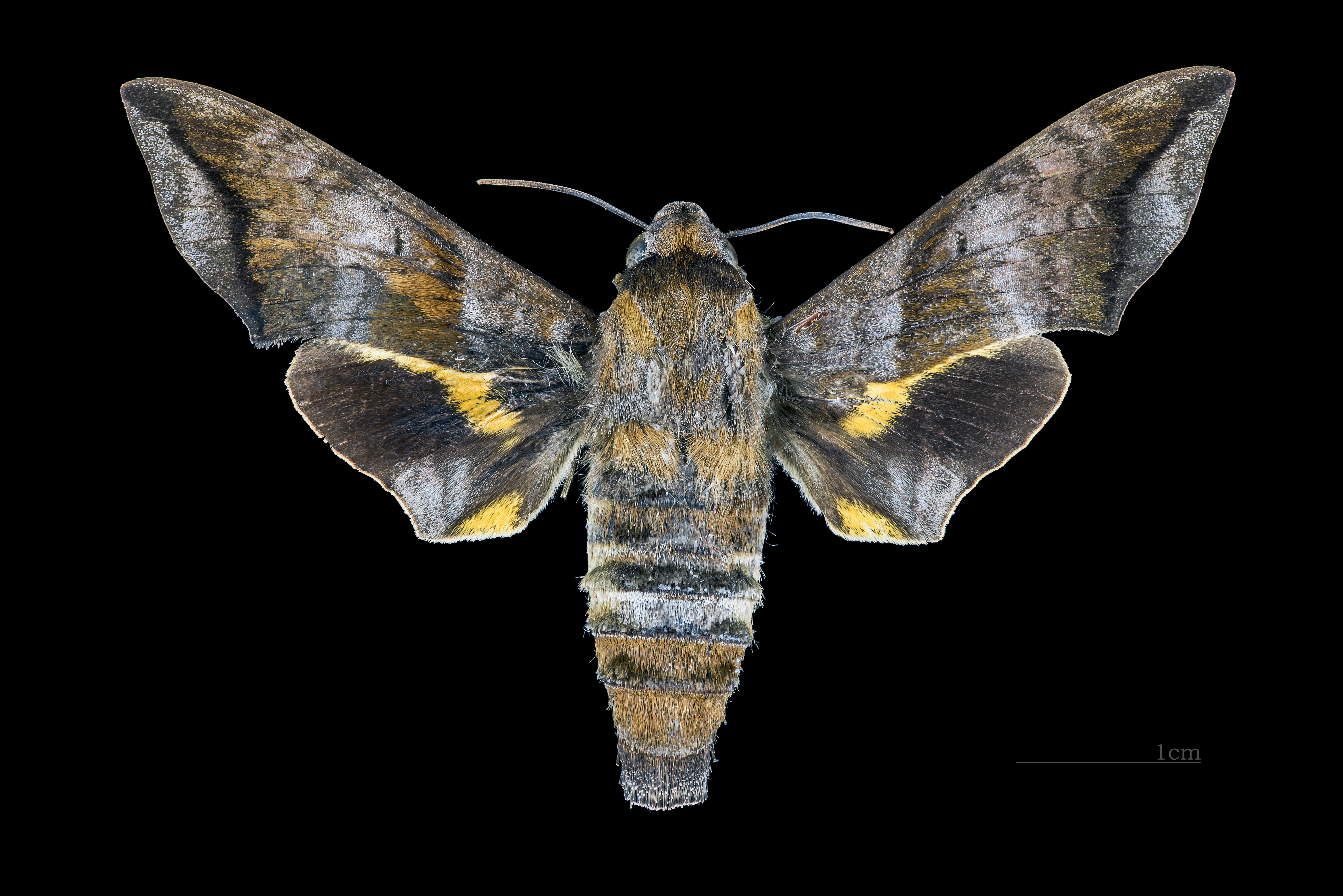
♀
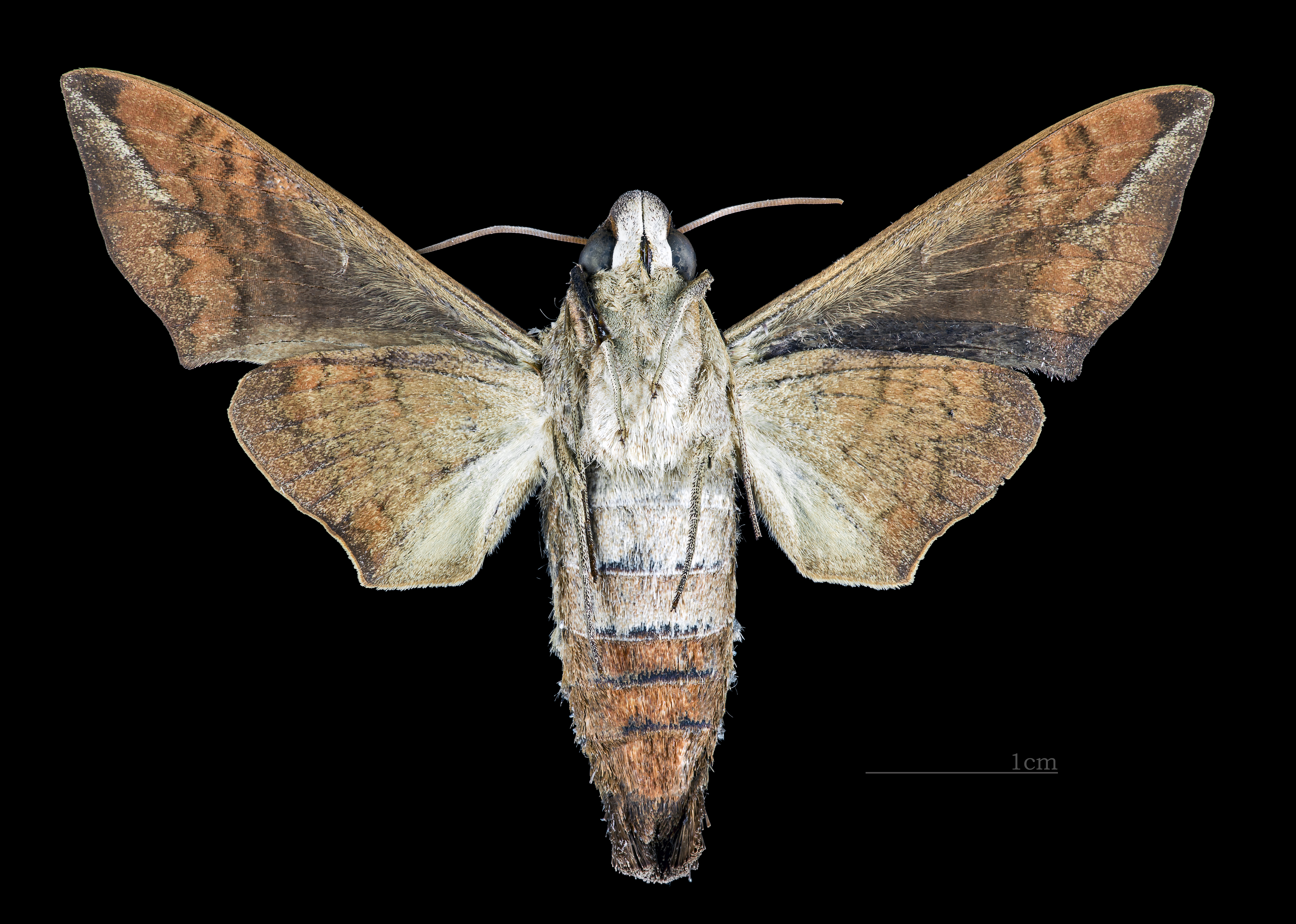
♀ △